# 庄川水まつり
庄川水まつり（しょうがわみずまつり）は、富山県砺波市の庄川水記念公園で毎年8月第1土曜、日曜日の2日間に渡って行われるイベント。
一級河川庄川の扇状地の要にあたる砺波市庄川地区で豊富な水資源を生かした特色ある催しものが開催される。中でも庄川での木の原木流送を模した流木乗り選手権大会は一般の部が優勝賞金30万円ということもあり例年多くの参加者でにぎわう。

## 庄川水まつりの全般
第1回の開催は1985年（昭和60年）で当初の開催期間水の週間と同じ1週間であった。当初は水に関する写真展や水の作文コンクールなど文化的なイベントであったが、1987年（昭和62年）の第3回より流木乗り選手権大会が催され徐々にその様子は様変わりしてきており、現在では流木乗り選手権大会を中心とし、水と触れ合う体験型イベントになっている。

### 流木乗り選手権大会
庄川水まつりのメインイベント。近年は初日の土曜日にレディースとジュニアの部、2日目の日曜日に一般の部が開催される。
長さ5.5m、直径60cmの丸太の上に対戦者2名が乗り、丸太を回し対戦相手を落とす競技。
第3回水まつりから一般の部がスタートした。当初5人1チームで16チーム募集であったが現在では3人1チームに256チームの募集となっている。優勝賞金も10万円が第12回の大会で30万円へと変更された。過去に一度だけ市町村合併前の旧庄川町の町制50周年を記念して優勝賞金が50万円になったことがある。
参加者には県外在住者も多く関西地方や近畿地方からの参加も見られる。

### ターザン選手権大会
庄川水まつりの人気イベントのひとつ。吊り下げられた約30mのロープにつかまり、前方約30m先に設置された的を振り子の要領で目指す。出発地点は水上約4.5mある橋の上に設置された発射台。選手権大会と名はついているが順位がつくような競技ではなく単純な個人競技である。

## 庄川水まつり運営組織
水まつりの運営は実際の運営を行っている水まつり運営委員会とその上部組織として方針及び予算決定組織としての実行委員会がある。運営委員会は旧庄川町連合青年団の流れを汲むチャレンジャー2010のメンバーを中心に組織されている。